# Universidad de Adén
La Universidad de Adén (en árabe: جامعة عـدن) es la primera universidad yemení fundada en la República de Yemen junto a la Universidad de Saná. Su aparición constituye una verdadera extensión y una continuación de las tradiciones culturales y educativas de la población yemení y un cumplimiento de los objetivos de las revoluciones de septiembre y de octubre.
Después de la fundación del Instituto de Educación en 1970 y la universidad Nasser de Ciencias Agrícolas en 1972, se sentaron las bases de la puesta en marcha de la Universidad de Adén, en vista del hecho de que estos dos colegios se encontraban bajo la jurisdicción y la autoridad del Ministro de Educación.
El 10 de septiembre de 1975 bajo ley 22 se decretó la fundación de la Universidad de Adén como un establecimiento científico con una personalidad jurídica propia.